# Alexis Brandeker
| Entdeckte Asteroiden: 4 | Entdeckte Asteroiden: 4 |
| ----------------------- | ----------------------- |
| Nummer und Name         | Entdeckungsdatum        |
| (36614) Saltis          | 27. August 2000         |
| (122310) 2000 QJ9       | 21. August 2000         |
| (239890) Edudeldon      | 1. September 2000       |
| (297409) Mållgan        | 1. September 2000       |

Alexis Brandeker (* 18. Mai 1974 in Stockholm) ist ein schwedischer Astronom und Asteroidenentdecker.
Er promovierte 2003 am Observatorium Stockholm in Astronomie mit einer Arbeit zum Thema Young stars and circumstellar disks. Nach einem Aufenthalt an der University of Toronto kehrte er 2007 nach Schweden zurück und arbeitet seitdem am Observatorium Stockholm.
Im Verlauf des Jahres 2000 entdeckte er am Observatorium Stockholm insgesamt vier Asteroiden.